# アンドレアス・フォーレンヴァイダー
アンドレアス・フォーレンヴァイダー（Andreas Vollenweider、1953年10月4日 - ）は、スイスの音楽家である。彼の音楽はワールドミュージック、ジャズ、ニューエイジやクラシックなど幅広いジャンルに分類されている。実際、彼のアルバムのうち2枚はビルボードチャートでクラシック、ジャズ、ポップス、クロスオーバーの4部門で同時に11週間以上1位の座にあった。彼のメイン楽器は自作のエレクトリック・ハープであるが、その他にも中国の古筝など世界の様々な楽器を演奏する。彼のアルバムでは単純なソロ曲からオーケストラや独奏者向けの組曲まで、彼の作曲した様々な楽曲で多数のミュージシャンが競演している。曲はほとんどがインストゥルメンタルだが、まれにボーカル曲もある。
過去の共演者にはボビー・マクファーリン、カーリー・サイモン、ジヴァン・ガスパリアン、エリザ・ギルクソン、ルチアーノ・パヴァロッティ、レディスミス・ブラック・マンバーゾ、カルロス・ヌニェス、レイ・アンダーソン、ミルトン・ナシメントなどがいる。
フォーレンヴァイダーは政治的には積極的な平和主義者であり、マハトマ・ガンディーの非暴力抵抗主義を踏襲している。公式ウェブサイトにおいて、彼は他のものとともにガンディーの言葉を引用し、アメリカによるイラク戦争についての認識を喚起するため、紛争によって生じたアメリカとイラク双方の犠牲者数を反映するカウンタを設置した。

## 経歴

### 生い立ちとキャリア
フォーレンヴァイダーは1953年10月4日、チューリッヒにおいて作曲家でありオルガン奏者でもあるハンス・フォーレンヴァイダーの子として生まれた。様々な楽器への習熟と独学を通してフォーレンヴァイダーは1975年にハープと出会う。この楽器、特に彼が独自に改造したエレクトリック・アコースティック・ハープは彼の音楽を特徴づける音色を生み出した。この頃からフォーレンヴァイダーは映画や劇場、テレビなどの音楽製作も手がけるようになる。
彼の最初のアルバムは1979年にスイスでリリースされた『Eine Art Suite in XIII Teilen』である。このアルバムに収録された曲のいくつかは1981年のモントルー・ジャズ・フェスティバルで演奏された。この初のコンサートに続きフォーレンヴァイダーは2作目のアルバムとなる『Behind the Garden - Behind the Wall - Under the Tree』を同年の秋に世界リリースする。
次のアルバム『Caverna Magica』は1982年にリリースされた。シングル曲「Pace Verde」（「緑の平和」の意）はこのアルバムからのカット曲であり、環境平和運動への献曲として1983年にリリースされた。同年彼は『Caverna Magica』でオランダのアムステルダムにてオランダの音楽賞であるエディソン賞を受賞する。

### 1980年代中盤から1990年代初頭
アルバム『White Winds』は1984年にリリースされ、アメリカの3つの音楽チャートに載った。ほどなくして1985年にはアメリカ・ツアーが行われ、ケネディ・センター（ワシントンD.C.）、ニューヨークのカーネギー・ホールとラジオシティ・ミュージックホール、ユニバーサル・アンフィシアター（ロサンゼルス）での公演を実現した。4作目のアルバムとなる『Down To The Moon』（1986年）でフォーレンヴァイダーはグラミー賞を獲得し、ヨーロッパ、日本、カナダ、アメリカ、オーストラリアでツアーを行う。
5枚目のアルバム『Dancing With The Lion』（1989年）でフォーレンヴァイダーは彼の音楽製作の手法を大きく変える。従来のアルバムではある程度の固定メンバーで収録を行っていたが、『Dancing With The Lion』では様々な音楽ジャンルから多数のゲスト・ミュージシャンを呼んでいる。またこのアルバムでフォーレンヴァイダーは2本のミュージックビデオを自ら監督製作し、そのなかで彼はストーリー製作、振り付け、セットや衣装のデザインにも深く携わった。1991年には従来のアルバムに比べてより交響楽的な音作りがみられる『Book of Roses』をリリースした。
1992年にはモナコでワールド・ミュージック・アワードを受賞し、モスクワの赤の広場で行われたチェルノブイリ原発事故の犠牲となった子供のためのチャリティー公演に参加した。

### 1990年代中盤から後半
1994年にリリースされたアルバム『Eolian Minstrel』ではフォーレンヴァイダーの音楽に新たな変化がみられた。それまでのアルバムはインストゥルメンタルが主体であり、時々歌詞なしのソロや歌詞付きのコーラスが挿入されるのみだったが、『Eolian Minstrel』ではほとんどの曲にフォーレンヴァイダーが作詞した歌詞がつけられ、カーリー・サイモンとエリザ・ギルクソンによって歌われている。ボーカルに重点を置いたアルバムはこれ以降11年間現れることはなかったものの、詞はその後のフォーレンヴァイダーの音楽で重要な位置を占めるようになる。
1994年から1997年の間には数々のコンサートを行っている。特筆すべきものとしてルチアーノ・パヴァロッティ・アンド・フレンズをフィーチャーしてイタリア・モデナで行ったもの、ズッケロと共演した南アルプス・ブルーニコでの標高2500mコンサートやランサローテ島の火山性洞窟で行われる「Festival Musica Visual」での演奏など変わった場所でのライブがある。
1998年には世界中からアーティストを集めた交響楽的色彩の強いアルバム『Kryptos』がリリースされる。同年夏には彼の次なる交響楽プロジェクト『Wolkenstein』を手がける。彼自身が「シンフォニック・マインド・ムービー」と呼ぶこの作品の初演はチューリッヒ州の150周年を祝うために行われた。
1999年の『Cosmopoly』はワールドミュージック指向への回帰を鮮明にし、カーリー・サイモンやピアニストのアブダラ・イブラヒム、歌手・作詞としてミルトン・ナシメント、ボビー・マクファーリン、ドゥドゥク奏者のジヴァン・ガスパリアン、そしてトロンボーン奏者のレイ・アンダーソンらが参加した。『Cosmopoly』ツアーは右記のアーティストから多くを特別ゲストとして呼んで行われた。

### 2000年以降
フォーレンヴァイダーの「交響小説」である『Tales of Kira Kutan』が2002年にワルシャワ映画音楽祭でプレミア上映される。同年彼はロッド・スタイガーがソクラテスを演じた舞台『ソクラテス — 文明の黎明』の音楽製作と演奏を手がけた。
2002年から現在までフォーレンヴァイダーは様々な音楽祭での演奏やコンピレーション・アルバムやDVDの製作に没頭する。ボーカルを主体とした2つ目の作品は2005年にフォーレンヴァイダー自身がほとんどのボーカルを担当した『VOX』として結実した。2006年には『Midnight Clear』を、続いて2009年には最新のフルアルバム『A I R』をリリースする。

## ディスコグラフィ
- Eine Art Suite in XIII Teilen（1979年）
- Behind the Garden - Behind the Wall - Under the Tree（1981年）
- Caverna Magica（1983年）
- Pace Verde（グリーンピースのためのシングル、1983年）
- White Winds (Seeker's Journey)（1984年）
- Down to the Moon（1986年）（第29回グラミー賞（最優秀ニューエイジ・録音））
- Dancing with the Lion（1989年）
- Traumgarten（父でありオルガン奏者のハンス・フォーレンヴァイダーとのコラボレーション、1990年）
- The Trilogy（Behind the Gardens、Caverna Magica、White Winds、Pace VerdeそしてEine Art Suiteからの選曲を含むコンピレーション、1990年）
- Book of Roses（1991年）
- Eolian Minstrel（1993年）
- Andreas Vollenweider & Friends - Live 1982-1994（1994年）
- Kryptos（1997年）
- NANS N 50 - 50 （1998年）
- Cosmopoly（1999年）
- Vox（CD＋DVD、2004年）
- The Essential Andreas Vollenweider（コンピレーション、2005年）
- The Storyteller（コンピレーション、2005年）
- Magic Harp（コンピレーション、CD＋DVD、2005年）
- The Magical Journeys of Andreas Vollenweider（DVDアンドレアス・フォーレンヴァイダーの魔法の旅サウンドトラック、2006年）
- Midnight Clear（feat.カーリー・サイモン、2006年）
- A I R（feat.クサヴィア・ナイドー、2009年）